# Али Мохамад Афгани
Али Мохамад Афгани (персијски: علی محمد افغانی‎‎, рођен 1925. у Керманшаху, Иран је ирански писац.

## Биографија
Савремени писац, већ ветеран, Али Мохамад Афгани рођен је 1925. године у Керманшаху. Одрастао је у сиромашној породици. Иако је био најбољи студент, напустио је школу да ради заједно са својим оцем. Није успео да се запосли у Националној иранској нафтној компанији. Затим је одлучио наставити школовање. Након што је завршио средњу школу, придружио се оружаним снагама и студирао на Војној академији. Током тог периода у земљи су владали политички немири. Постао је члан тајне политичке организације која се састојала од пуковника у арамији, који су нагињали левичарским политичким идејама и противили се тадашњем лидеру Ирана Мохамеду Рези Пахлавију. Дана 19. августа 1953. националистичка влада Мохамеда Мосадека срушена је путем државног удара под покровитељством шаха. Активности организације су откривене пошто је Захеди преузео власт, а Афгани је ухапшен, заједно са бројним његовим колегама. Био је осуђен на доживотни затвор, али је пуштен након пет година због комутације.
Афгани је у затвору написао своје ремек-дело Муж госпође Аху. Роман је објављен 1961. године. Књижевне фигуре, као што су познати преводилац Наџаф Дарјабандари и истакнути аутор Мохамад Али Џамалзаде, похвалили су његов роман. Роман описује ужасан живот иранских жена тога времена.
Дарјабандари је једном изјавио: „Гледајући животе руље, писац у овој књизи слика болну трагедију. Сцене описане у књизи подсећају на ремек-дела из пера Лава Толстоја и Оноре де Балзака. Никада нисам имао такво мишљење о било којој другој персијској књизи.“
У марту 1962. године, Џамалзаде је у писму пријатељу написао: „Добио сам Мужа госпође Аху, мислим да колеге писци и ја треба да се поздравимо са писањем. Иран је бизарна земља која брзо однегује талентовану младеж. Каква дивна књига! Тако дескриптивне слике.“
Године 1965. Афгани је објавио свој други роман Радосни људи долине Карасу. Роман говори о љубави сиромашног дечака према ћерки господара села. Приказује и политичке токове у периода након 1941. године.
Његови други радови су Ткано од туге, Синдохт, Репа је рајско воће и Рођака Парвин. Његове следеће књиге су Очев свет, Дечији свет и роман о иранско-ирачком рату.